# 滨海卡瓦莱尔
滨海卡瓦莱尔（法語：Cavalaire-sur-Mer，法語發音：[kavalɛʁ syʁ mɛʁ]）是法国普罗旺斯-阿尔卑斯-蓝色海岸大区瓦尔省的一个市镇，位于该省东南部，属于德拉吉尼昂区。

## 地理
滨海卡瓦莱尔（43°10'16"N, 6°31'45"E）面积16.74 平方千米，位于法国普罗旺斯-阿尔卑斯-蓝色海岸大区瓦尔省，该省份为法国东南部沿海省份，北起上普罗旺斯阿尔卑斯省，西北角与沃克吕兹省接壤，西接罗讷河口省，南濒地中海，东临滨海阿尔卑斯省。
与滨海卡瓦莱尔接壤的市镇（或旧市镇、城区）包括：科戈兰、拉克鲁瓦瓦尔梅、拉莫勒、滨海拉约勒卡纳代勒。

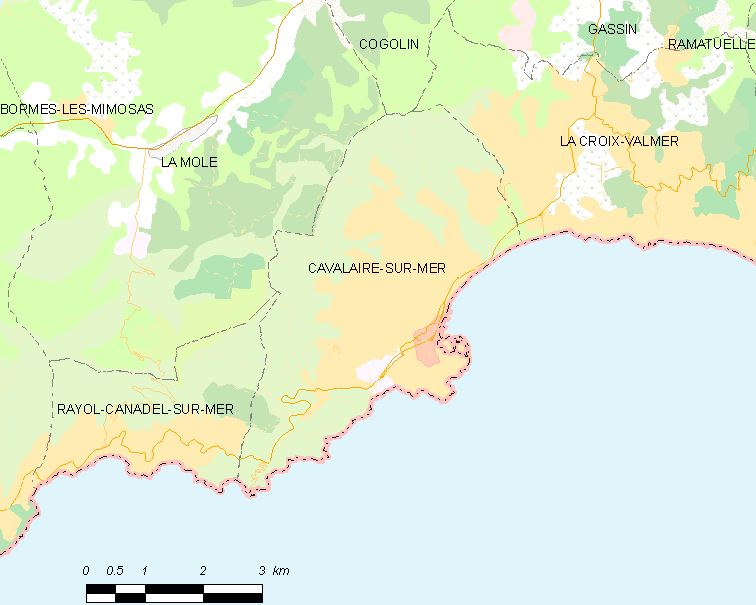
滨海卡瓦莱尔的OSM定位图

滨海卡瓦莱尔的时区为UTC+01:00、UTC+02:00（夏令时）。

## 行政
滨海卡瓦莱尔的邮政编码为83240，INSEE市镇编码为83036。

## 政治
滨海卡瓦莱尔所属的省级选区为圣马克西姆县。

## 人口

1962-2008年间滨海卡瓦莱尔人口变化图示

滨海卡瓦莱尔于2022年1月1日时的人口数量为7895人。